# 프란체스코 마냐넬리
프란체스코 마냐넬리(이탈리아어: Francesco Magnanelli, 1984년 11월 12일, 이탈리아 움베르티데 ~ )는 과거 사수올로의 주장을 맡았던 이탈리아의 전 축구 선수이다.